# アレクサンドル・ソボレフ
アレクサンドル・ソボレフ（Aleksandr Sobolev 、1997年3月7日 - ）は、ロシア・バルナウル出身の同国代表プロサッカー選手。FCスパルタク・モスクワ所属。ポジションはFW。

## クラブ経歴
地元クラブであるFCディナモ・バルナウルの下部組織で育成されたが、トップチームには昇格せずFCトム・トムスクと契約を結んだ。2016年12月5日のFCウファ戦でプロデビュー。
2017年12月29日、クリリヤ・ソヴェトフ・サマーラと4年契約を結んだ。
2019年2月2日、FKエニセイ・クラスノヤルスクに期限付き移籍。
2020年1月29日、買取オプション付きのレンタルでFCスパルタク・モスクワに加入。5月18日、買取オプションが行使されFCスパルタク・モスクワに完全移籍した。

## 代表歴
2019年10月6日、UEFA EURO 2020予選のスコットランド代表・キプロス代表戦を前に、ロシア代表に初めて招集された。
2020年710月8日、スウェーデン代表とのフレンドリーマッチでロシア代表デビューを果たした。
2021年6月2日、UEFA EURO 2020参加メンバーに選出された。同大会では2試合に出場したが、チームはグループステージ敗退に終わった。

### 代表戦での得点
| No. | 開催日        | 開場                   | 対戦国       | 得点 | 結果 | 試合概要                    |
| --- | ------------- | ---------------------- | ------------ | ---- | ---- | --------------------------- |
| 1.  | 2020年10月8日 | アレナCSKA             | スウェーデン | 1–2  | 1–2  | 親善試合                    |
| 2.  | 2021年3月24日 | ナショナル・スタジアム | マルタ       | 3–1  | 3–1  | 2022 FIFAワールドカップ予選 |
| 3.  | 2021年6月5日  | アレナCSKA             | ブルガリア   | 1–0  | 1–0  | 親善試合                    |

## タイトル
個人
- ロシアサッカー・プレミアリーグ月間MVP: 2019年7月[9]、2021年3月